# Vinzenz Henniger von Seeberg
Vinzenz (Vincenz) Henniger von Seeberg-Desfours zu Mont und Adienville (Athienville) (* 2. Februar 1847 in Prag; † 9. Februar 1916 in Innsbruck) war Großkapitular des deutschen Ritterordens, Komtur der  Kommende Möttling der Ballei Österreich des Deutschen Ordens und Kammervorsteher von Erzherzog Eugen von Österreich.

Erzherzog Eugen mit Vinzenz Henniger (stehend) 1902 in Karlsbad

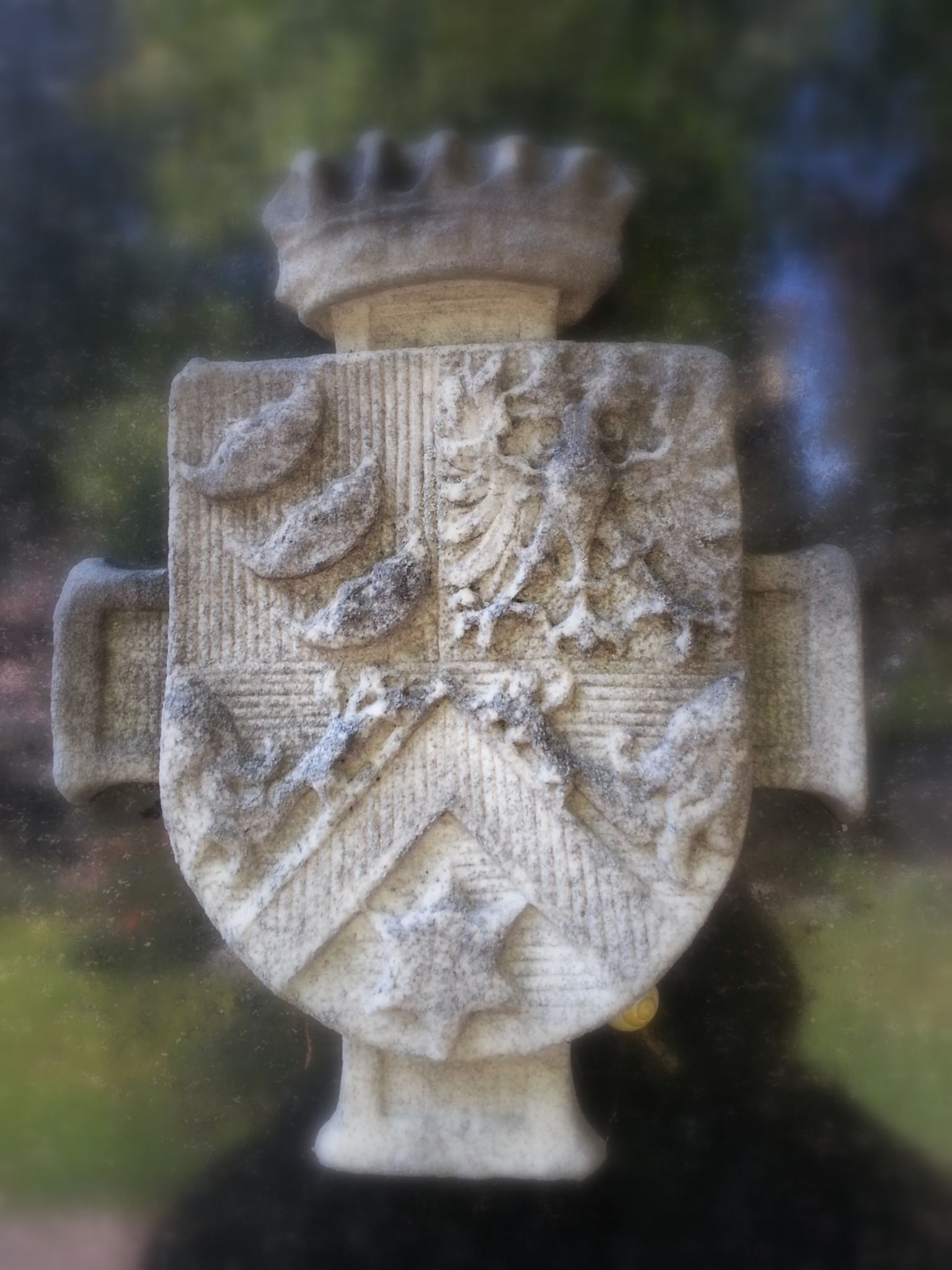
Wappen am Grabmal Hennigers

## Leben
Er entstammte dem Geschlecht der Henniger von Seeberg, welches ursprünglich aus Fulda stammte, 1423 den böhmischen Ritterstand mit dem Inkolat erhielt und 1744 in den Freiherrnstand erhoben wurde. Der Namensbestandteil Desfours zu Mont und Adienville, den Henniger mit kaiserlicher Genehmigung seit 1874 führte, leitete sich von der Familie seiner Mutter, Maria Reichsgräfin Desfours zu Mont und Adienville (Athienville), her. Sein Vater Adalbert (* 1807 in Prag; † 1873 in Mietków), war Vizepräsident der Statthalterei in Böhmen. Dieser hatte für seinen Sohn eine militärische Karriere vorgesehen. Vinzenz Henniger begann seine soldatische Laufbahn als Kadett des 32. Feldjäger-Bataillons im Infanterie-Regiment Nr. 18. 1866 wurde er zum Unterleutnant befördert.  Es folgte die für Angehörige seines Standes übliche Offizierslaufbahn als Leutnant, Oberleutnant, Hauptmann und Major. 1890 wurde Henniger in der Deutschordenskirche in Wien vom Hoch- und Deutschmeister Erzherzog Wilhelm von Österreich in die Ordensgemeinschaft aufgenommen und zum Ritter geschlagen. Im September 1892 wurde er dem Erzherzog zur Dienstleistung zugewiesen. Zwei Jahre später erfolgte die Überstellung zum Hofstaat des Erzherzogs Eugen. Nachdem der Titular-Feldzeugmeister Johann Freiherr Koblitz von Willmburg 1895 in den Ruhestand getreten war, wurde Henniger zum Vorsteher der erzherzoglichen Kammer bestellt. Er erfüllte seine Aufgabe mit großem Geschick und Umsicht. Henniger von Seeburg war Träger von mehreren hohen Auszeichnungen. 1906 wurde ihm der Titel und Charakter eines Generalmajors verliehen. 1911 erfolgte die Ernennung zum Feldmarschall-Leutnant. Henniger trat am 1. November 1912 in den Ruhestand. Ihm folgte Major Stephan von Szmrecsanyi in das Amt nach.

## Varia
Vinzenz Henniger war ledig und wohnte zuletzt in der Richard Wagner Straße 5. Er starb an einem Herzleiden und wurde auf dem alten Militärfriedhof in Pradl begraben.
Der Innsbrucker Augenarzt und Medizinhistoriker Professor Friedrich von Herrenschwand war ein Neffe Hennigers.